# State of Health
State of Health (буквально состояние здоровья, так же SOH, может быть переведено как степень работоспособности аккумулятора) — это величина, отражающая текущее состояние аккумулятора (или аккумуляторной ячейки, или аккумуляторной батареи) по сравнению с его идеальным состоянием. Единицами измерения SOH являются проценты.
Обычно SOH составляет 100% в начале работы аккумулятора и с течением времени в зависимости от условий работы постепенно снижается, пока аккумулятор не достигнет неработоспособного состояния. Однако если производитель при изготовлении аккумулятора не удовлетворил все спецификации, то величина SOH в начале работы может быть и менее 100%.

## Использование SOH
1. Подсистема управления аккумулятором вычисляет SOH.
2. Полученный SOH сравнивается с порогом для определения пригодности аккумулятора к использованию в текущем приложении.

В зависимости от критичности приложения может быть задана та или иная величина порога SOH, при котором аккумулятор будет считаться неработоспособным. Также может быть выполнена оценка оставшегося времени жизни аккумулятора.

## Вычисление SOH
Поскольку SOH не соответствует напрямую никакому физическому параметру, не существует общеупотребительного метода определения SOH. Разработчики могут использовать как по отдельности, так и комбинации (например, с помощью использования весовых коэффициентов) следующих параметров:
- Выходное сопротивление аккумулятора/импеданс/проводимость,
- Величину разрядной ёмкости аккумулятора/полной ёмкости,
- Величину саморазряда,
- Величину зарядной ёмкости аккумулятора,
- Количество циклов заряда-разряда.

## Величина порога
Поскольку SOH является условной величиной, то и выбор порогов для определения работоспособности аккумулятора в целом зависит только от разработчика. Так, в критичных системах он может достигать 90%, тогда как для общеупотребительных систем его величина в 50% или ниже будет считаться вполне приемлемой.